# شوتا سايتو
شوتا سايتو (باليابانية: 齋藤 翔太) (15 يونيو 1994 في طوكيو في اليابان – )؛ هو لاعب كرة قدم ياباني سابق كان يلعب كمهاجم.

## وصلات خارجية
- شوتا سايتو على موقع رابطة كرة القدم اليابانية للمحترفين (اليابانية)